# بوتیچینو
بوتیچینو (به ایتالیایی: Botticino) یک کومونه در ایتالیا است که در استان برشا واقع شده‌است. بوتیچینو ۱۸ کیلومتر مربع مساحت و ۱۰٬۹۰۹ نفر جمعیت دارد و ۱۵۰ متر بالاتر از سطح دریا واقع شده‌است.